# Margareta Cederschiöld
Margareta Cordelia Cederschiöld, född 30 december 1879 i Stockholm, död 29 juli 1962 i Stockholm, var en svensk tennisspelare som bland annat tävlade i sommar-OS 1912. Hon slogs ut i kvartsfinal i damernas singeltennis, utomhus. I singeltävlingen inomhus under samma OS förlorade hon i första omgången. I mixad dubbel kom hon och hennes partner Carl Kempe fyra, utan att ha spelat en bronsmatch.
Margareta Cederschiöld var dotter till Staffan Cederschiöld. Hennes bror var Hugo Cederschiöld, en skytt som också tävlade i OS.